# نصب الشهيد
33°20′36″N 44°26′45″E / 33.3433°N 44.4459°E
نصب الشهيد نصب تذكاري صممه النحات العراقي إسماعيل فتاح الترك عام 1983 ويقع في العاصمة العراقية بغداد في جانب الرصافة من بغداد. بني هذا النصب تخليدا لذكرى الجنود العراقيين الذين قتلوا في الحرب العراقية الإيرانية. ومع ذلك، يعتبره العراقيون اليوم بشكل عام إحياءً لذكرى جميع شهداء العراق.

## التصميم
بُني نصب الشهيد كجزء من برنامج أوسع للحكومة السابقة وأصل الفكرة هي من عقد السبعينات لإقامة عدد من الأعمال الفنية التي تهدف إلى تجميل معالم بغداد، والمساعدة في غرس الشعور بالفخر الوطني، وفي نفس الوقت تخليد سمعة صدام حسين كقائد قوي ومنتصر. بُني في ذروة فترة كان صدام حسين يكلف فيها بالعديد من الأعمال الفنية وينفق قدرًا كبيرًا من المال على الآثار والتماثيل.
هذا النصب هو واحد من ثلاثة نُصب بنيت لتذكر آلام العراق ومعاناته نتيجة الحرب التي استمرت ثماني سنوات. أول هذه الهياكل كان النصب التذكاري للجندي المجهول (1982)؛ تلاه نصب الشهيد (1983) وأخيراً قوس النصر (1989).
يعتبر نصب الشهيد من أبرز المعالم المعمارية في بغداد. وهو من تصميم المهندس المعماري العراقي سامان أسعد كمال والقبة من تصميم الفنان التشكيلي العراقي إسماعيل فتاح الترك. ان جمالية هذا النصب تتمثل في الخداع البصري لهاتين القبتين حيث يرى الشخص القادم من بداية الشارع ان القبتين تبدوان كقبة واحدة مغلقة وكلما اقتربنا أكثر تبدأ بالانشطار إلى نصفين تدريجيا إيذانا بخروج شيء وهو العلم العراقي الذي يرتفع إلى الأعلى. تقع القبتين على منصة دائرية قطرها 190 مترا واسفلها يوجد متحف ويبلغ ارتفاع القبتين 40 مترا ويحتل رقعه فسيحه مساحتها حوالي 42 هكتارا وهذا المعلم بأكمله يرقد وسط بحيرة صناعيه واسعه. بلغت كلفة بناء نصب الشهيد حوالي 52 مليون دينار عراقي (45 الف دولار أمريكي) ومدة العمل بلغت 600 يوم.

## التنفيذ
كلف تنفيذ النصب الخزينة العراقية ربع مليار دولار اذ قامت ببنائه شركة ميتسوبيشي وفقا لمواصفات صارمه وضعتها مؤسسة اوف اروب وشركائها للاستشارات الهندسية التي اشتهرت بتصميمها لمبنى دار الاوبرا في سيدني كما تولت تنفيذ مختلف مراحل التصميم التفصيلي ورسومات التشغيل مجموعه من المهندسين العراقيين الشباب وكلهم درسوا في جامعة بغداد للهندسة المعمارية
بعد أحداث 2003 توجهت الأنظار لإزالة هذا النصب وذلك أن الفترة التي أقيم فيها كانت نهاية إحدى حروب حكومة حزب البعث فاعتقد الكثير ان هذا النصب يرمز اليه مع إنه لا يوجد أي شيء يوحي بذلك لأن إسماعيل أراد من نصبه أن يكون رمزا للشهيد فقط في كل زمان ومكان لذلك حرص إسماعيل أن يضمن بقاء النصب من غير أن يرتبط بأي سلطه كانت ليحافظ على قدسية هذا النصب وجماليته.

## زها حديد ونصب الشهيد
عندما سئلت المعمارية زها حديد عن أي نصب تذكاري بغدادي تفضل أن يكون «رمزا إعلاميا لبغداد» لم تتردد إنها ترى نصب «كهرمانة» الأفضل لأنه يرمز لعصر الرشيد الذهبي لبغداد وقصص ألف لية وليلة وهذا مرتبط أساسا بالمخيال الجمعي العالمي لبغداد، و«نصب الشهيد» لانه الأكثر تعبيرا عن شموخ وتضحيات العراقيين في التاريخ المعاصر

## يوم الشهيد
يرمز نصب الشهيد كما هو واضح من التسمية إلى الشهيد الذي قدم روحه فداءً لقتال العدو دفاعاً عن بلده ومعتقده في سبيل الله. بني النصب في فترة الحرب العراقية الإيرانية تخليداً لذكرى الشهداء العراقيين الذين سقطوا دفاعاً عن العراق.
وقد استخدم نصب الشهيد كرسم على شارة يوم الشهيد العراقي التي يضعها العراقيون على صدورهم في يوم الشهيد تخليداً لذكرى الأسرى العراقيون الذين قتلوا في معركة البسيتين.

## معرض صور

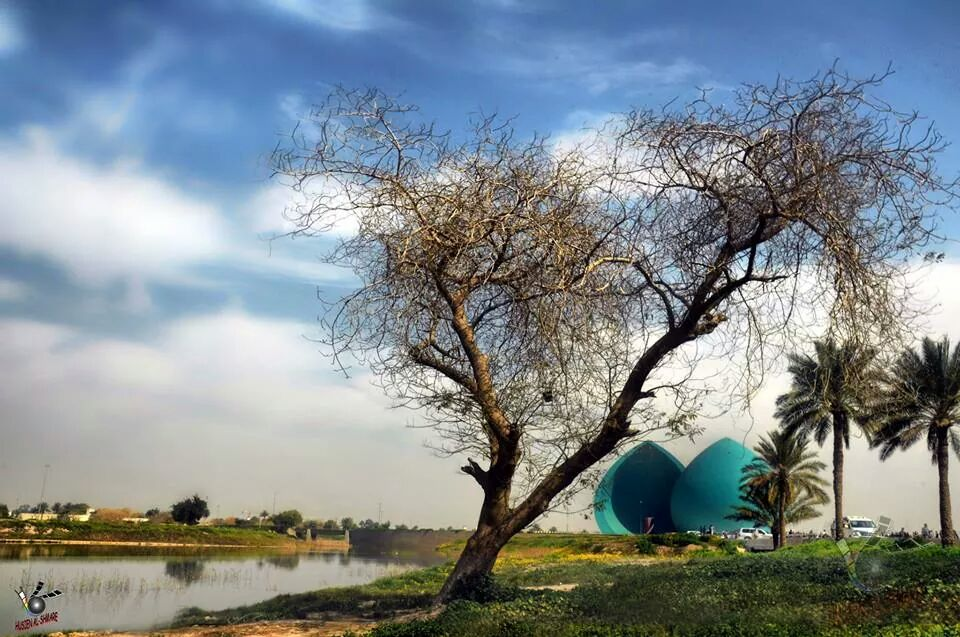
نصب الشهيد عن قرب
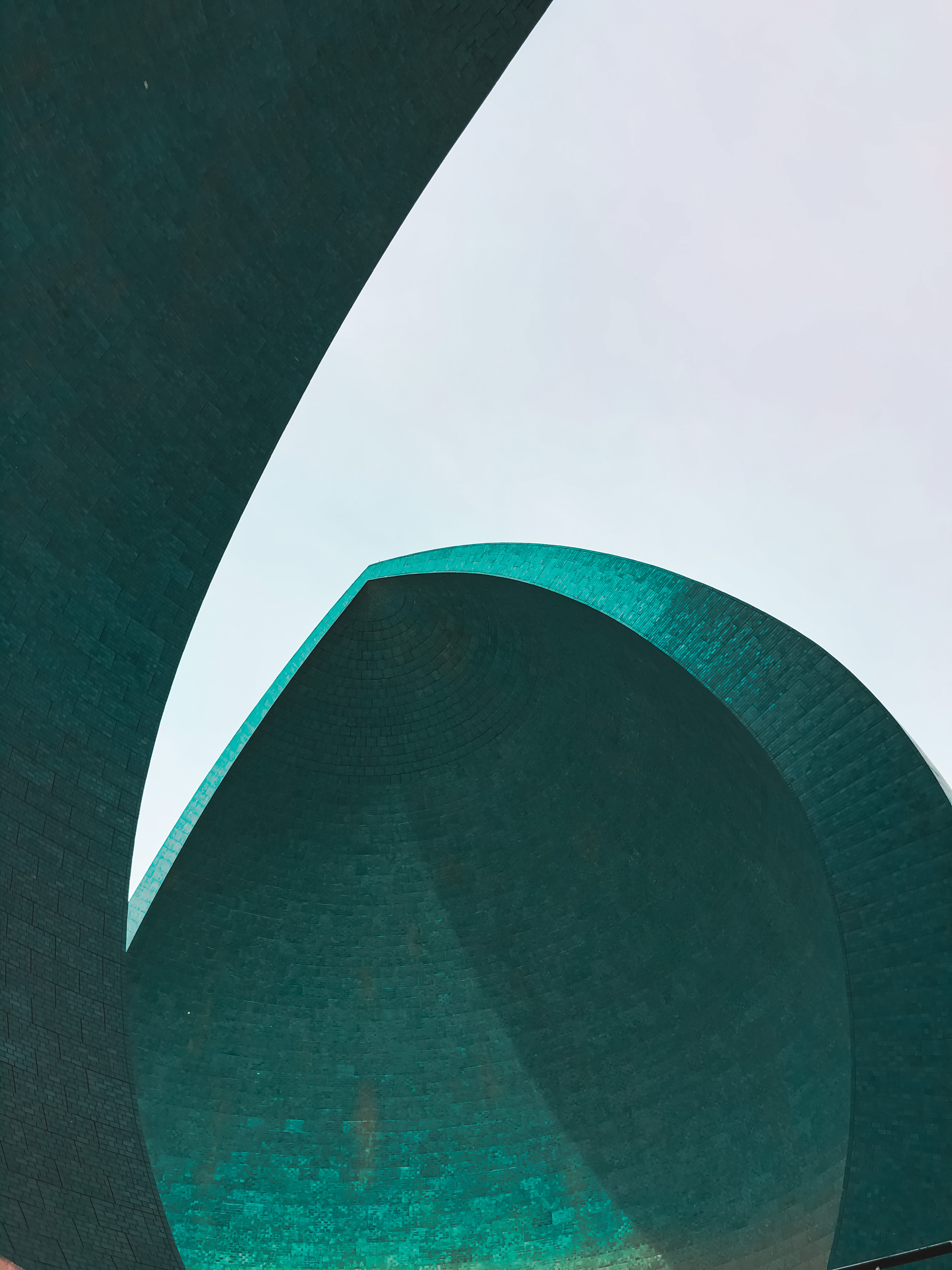
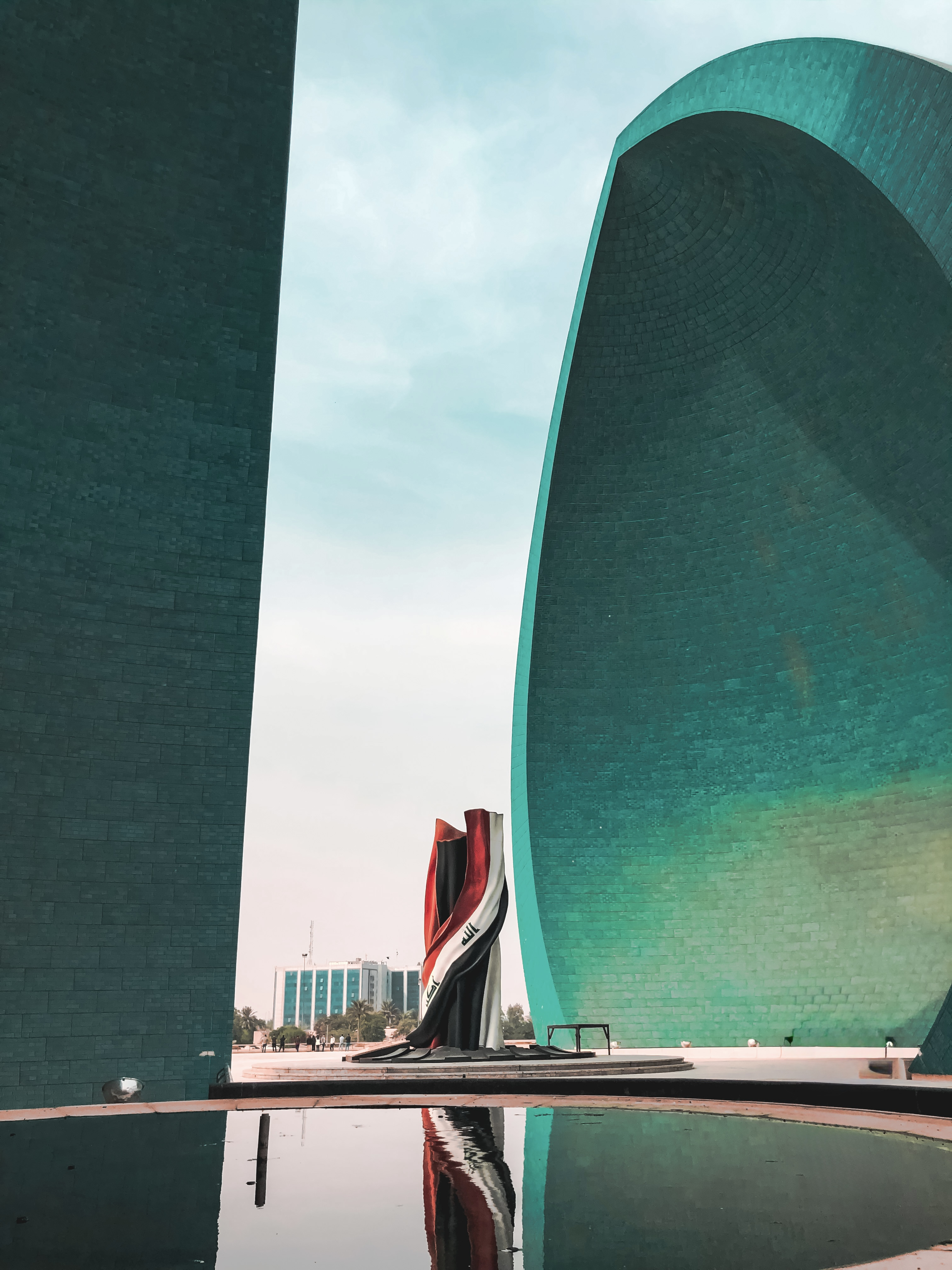
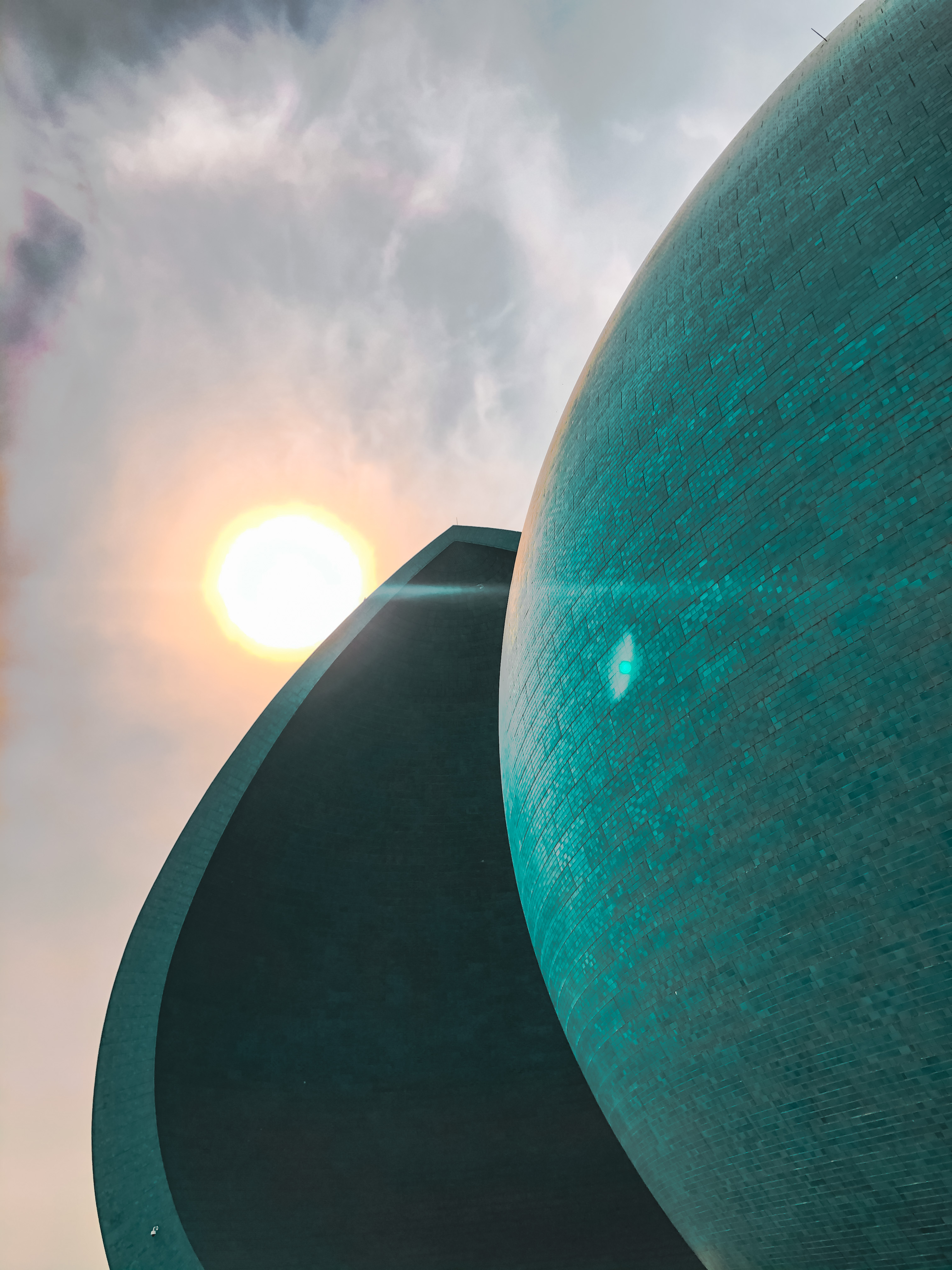

## وصلات خارجية
- http://www.ahewar.org/debat/show.art.asp?aid=158619

مصدر برنامج رحال قناة السومرية